# Lazaros Christodulopulos
Lazaros Christodulopulos (ur. 19 grudnia 1986 w Salonikach) – grecki piłkarz występujący na pozycji ofensywnego pomocnika lub napastnika, w cypryjskim klubie Anorthosis Famagusta.

## Kariera klubowa
Lazaros Christodulopulos swoją karierę rozpoczął w Omonii Sindos, klubie znajdującym się w Salonikach. Podczas lata 2004 roku, Lazaros podpisał kontrakt z PAOKiem, który obowiązywał do 2010 roku, a klauzula sprzedaży wynosiła 6 milionów Euro. Od czasu sprowadzenia Christodulopulosa do Salonik, stał się on podporą drużyny. Zanotował 57 meczów ligowych w których zdobył 8 bramek.
Latem 2006 roku, Christodulopulos otrzymał ofertę gry w Liverpoolu FC, z której sam zawodnik chciał skorzystać, jednak władze PAOKu zablokowały ten transfer. W ten sposób powstał spór pomiędzy zawodnikiem, a zarządem klubu wskutek którego mógł rozegrać tylko połowę spotkań w sezonie 2006/2007 ligi Greckiej.
Dnia 20 czerwca 2008 roku, Lazaros Christodulopulos uzgodnił warunki kontraktu z Panathinaikosem. Były zawodnik PAOKu Saloniki kosztował drużynę ze stolicy Grecji 2,2 mln euro. W klubie tym zadebiutował w rozgrywkach Ligi Mistrzów UEFA, a także został mistrzem kraju w 2010 roku. Latem 2011 doznał poważnej kontuzji, wskutek której nie mógł grać przez 5 miesięcy. W grudniu 2012 roku prezes Panathinaikosu podjął decyzję o pozbyciu się kilku dobrze zarabiających zawodników z drużyny i w efekcie Christodulopulos opuścił klub jako wolny zawodnik.
W styczniu 2013 roku wyjechał do Włoch, gdzie został graczem Bologna FC. W Bolonii od razu stał się ważnym zawodnikiem i pozostał w klubie na kolejny sezon. Sezon 2013/2014 zakończył się jednak spadkiem Bolonii do Serie B, jednak sam zawodnik dzięki dobrym występom otrzymał powołanie na Mistrzostwa Świata.
1 lipca 2014 roku został piłkarzem Hellas Verona. 31 sierpnia 2015 roku odszedł na zasadzie wypożyczenia do Sampdorii. W ramach wymiany w przeciwnym kierunku przeszedł Paweł Wszołek. W Genoi nie przebił się do składu i po zaledwie 10 występach, powrócił do Werony, gdzie wygasł jego kontrakt. 
Po 3,5 roku pobytu we Włoszech wrócił do Grecji i został piłkarzem AEK Ateny. Podpisał dwuletni kontrakt z opcją przedłużenia o kolejny rok. W sezonie 2017/2018 został mistrzem Grecji. Po wygaśnięciu umowy latem 2018 roku, jako wolny zawodnik związał się z Olympiakosem, stając się pierwszym greckim piłkarzem, który zagrał w barwach każdego z tych klubów: PAOK, Panathinaikos, AEK, Olympiakos.

## Kariera reprezentacyjna
Po swoich występach w barwach PAOKu Saloniki, Lazaros został powołany do reprezentacji Grecji prowadzonej przez Otto Rehhagela. Zadebiutował 5 lutego 2008 roku w spotkaniu przeciwko reprezentacji Czech, wygranym przez Grecję.